# 31858 Raykanipe
31858 Raykanipe è un asteroide della fascia principale. Scoperto nel 2000, presenta un'orbita caratterizzata da un semiasse maggiore pari a 2,2980708 UA e da un'eccentricità di 0,1521043, inclinata di 6,70087° rispetto all'eclittica.